# Ryan Sook
Ryan Sook ist ein US-amerikanischer Comiczeichner.

## Leben und Arbeit
Sook, der aus Kalifornien stammt, arbeitet seit den frühen 1990er Jahren als hauptberuflicher Comiczeichner.
Zu den Serien, für die er seither gezeichnet hat, zählten unter anderem The Spectre, Hawkman und Superman: The Man of Tomorrow für DC-Comics, Buffy the Vampire Slayer und Angel für Topps (?), B.P.R.D. für Dark Horse sowie X-Factor für Marvel Comics. Hinzu kommen Miniserien wie Arkham Asylum: Living Hell oder der One-Shot Seven Soldiers: Zatanna.
Zu den Autoren, mit denen Sooks in der Vergangenheit besonders häufig zusammengearbeitet hat, zählen dabei J.M. DeMatteis und Peter David.